# 安加爾戰役

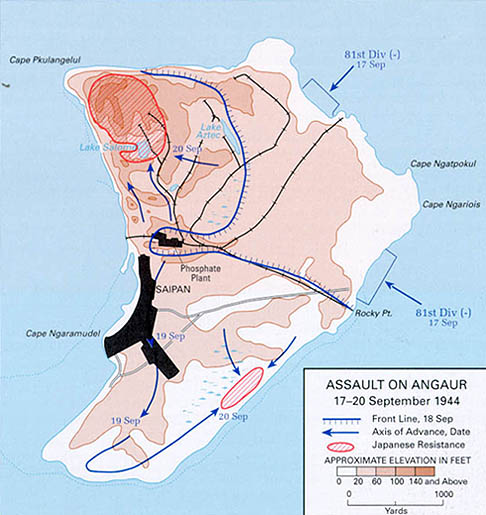
安加爾戰役示意圖

安加爾戰役第二次世界大戰太平洋戰爭中，於1944年9月17日至9月30日發生在帛琉群島中安加爾的一場戰役。

## 背景
安加爾是一個細小的火山島，大約3英里（4.8公里）長，與貝里琉相隔6英里（9.7公里）的海峽，島上人口非常少，居民從事農業、捕魚及磷酸鹽開採，到1944年中島上共有駐軍1,400人，由帛琉地區司令部司令井上貞衛中將統一指揮。
帛琉群島的脆弱防守及群島可作為興建機場的潛力令這些島嶼成為美軍在攻佔馬紹爾群島後的另一個目標，但由於缺乏登陸艇，令進攻帛琉群島的行動必須要在美軍攻佔馬里亞納群島後才能展開。

## 戰況
炮轟安加爾的行動由田納西號戰列艦、數艘巡洋艦及由胡蜂號航空母艦起飛的SBD無畏式俯衝轟炸機於1944年9月11日實施，6天後的9月17日，由保羅·梅拿指揮的美軍第81步兵師在島的東北及東南海岸登陸，水雷及登陸灘頭的擠塞狀況比日軍的反攻帶來更大的麻煩，但當美軍前進到盆地後抵抗便變得頑強，日軍計劃利用島上西北部玉石湖附近的一座山頭作為最後的抵抗據點，從9月20日起，第322營反覆進攻盆地，但為數750名的守軍在火炮、迫擊砲及機關槍的支援下堅強抵抗，最終飢餓、飢渴及美軍的炮轟及轟炸敲嚮了日軍的喪鐘，9月25日美軍攻佔盆地，戰鬥中美軍使用了推土機封閉洞穴入口以減少傷亡數字，到9月30日該島完全為美軍佔領。

## 總結
島上的機場在戰鬥未停上前已經在建造中，但延遲實施帛琉行動即表示島上的機場到1944年10月時進攻菲律賓群島的行動時還未能使用，威廉·海爾賽海軍上將曾爭論入侵帛琉的軍事行動是不必要的，而很多軍事歷史學家均同意其觀點，唯一的好處是使第81步兵師獲得一些戰鬥經驗。
第81步兵師立即轉而參加貝里琉島戰役以支援美國海軍陸戰隊第1師，當時海軍陸戰隊在島中央高地遭遇頑強抵抗。